# 单亲家庭
單親家庭是指一些僅由一位母親或一位父親所教養的家庭。其成因主要是婚姻關係消滅，原因如：離婚、分居或配偶一方死亡、失蹤、離家出走。其次另一種是指未婚媽媽或未婚爸爸獨力扶養兒女。
在台灣和日本，單親家庭的定義必須至少有一位未滿十八歲的家庭成員（兒子或女兒）。

## 發生主因
- 父母離婚
- 配偶之一人在子女出生後死亡
- 配偶之一人在子女出生前死亡
- 配偶之一人失蹤
- 配偶之一人因虐待子女或受法律監禁及限制，無法行使親權
- 配偶之一人因身體重度障礙或患有精神障礙等疾病遭留置於醫療院所中
- 配偶之一人因遺棄子女等因素未能養育子女
- 配偶之一人因外遇放棄子女。

## 人口統計

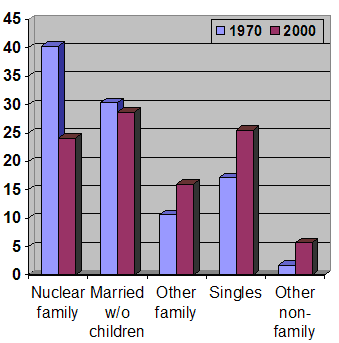
美國單親家庭與1970年代相比大幅上升

在1970年代，美國單親家庭數量增加超過了四分之三。根據另外一些統計，美國單親家庭比重由1980年的23%上升至2002年的31%。
在2003年，澳洲單親家庭比重只有14%。自2001年，31%的嬰兒是由未婚媽媽所生的。大部分這些未婚媽媽並非必然為單親家庭，她們可能只與伴侶同居而未有正式的婚姻。
在英國，2005年有1900萬單親家長撫養310萬名兒童大約四個育有兒女的家庭就有一個是單親家庭。根據英國的統計，英國境內的單親家長，男性佔了9%而女性佔了86%。 
根據瑞典研究，生活於單親家庭的兒童比一般兒童有三倍多機率在26歲或以前自殺或自殺不遂而被送入醫院。

## 撫養權
在父母離婚時，法院須以管養令在父母之間重新編配父母權利。在考慮每宗離婚個案的個別情況後，法院可以選擇發出獨有管養令、共同管養令、或較罕有的分權令。香港法律改革委員會已於2005年3月7日發表《子女管養權及探視權報告書》，建議把一個新的「父母責任模式」引入香港的家事法，取代現行的獨有管養令、共同管養令及分權令；提倡父母雙方在離婚後仍繼續積極參與子女的教養。